# Hrisimir Dimitrov
Pour les articles homonymes, voir Dimitrov.
Hrisimir Dimitrov (en bulgare : Хрисимир Димитров), né le 21 juin 1974, à Pleven, en Bulgarie, est un joueur bulgare de basket-ball. Il évolue au poste d'ailier.

## Palmarès
- Coupe de Bulgarie 1994, 1996, 2001